# Arjan Bellaj
Arjan Bellaj (Argirocastro, 1º febbraio 1971) è un allenatore di calcio ed ex calciatore albanese, di ruolo centrocampista, tecnico del Vora.

## Carriera

### Nazionale
Ha giocato con la maglia della nazionale albanese dal 1994 fino al 2003, collezionando ben 30 presenze e segnando anche un gol.

## Statistiche

### Presenze e reti nei club
Statistiche aggiornate al 2 maggio 2007.
| Stagione            | Squadra             | Campionato          | Campionato | Campionato | Coppe nazionali | Coppe nazionali | Coppe nazionali | Coppe continentali | Coppe continentali | Coppe continentali | Altre coppe | Altre coppe | Altre coppe | Totale | Totale |
| Stagione            | Squadra             | Comp                | Pres       | Reti       | Comp            | Pres            | Reti            | Comp               | Pres               | Reti               | Comp        | Pres        | Reti        | Pres   | Reti   |
| ------------------- | ------------------- | ------------------- | ---------- | ---------- | --------------- | --------------- | --------------- | ------------------ | ------------------ | ------------------ | ----------- | ----------- | ----------- | ------ | ------ |
| 1991-1992           | Luftëtari           | KD                  | 0          | 0          | CA              | 0               | 0               | -                  | -                  | -                  | -           | -           | -           | 0+     | 0+     |
| 1992-1993           | PAS Giannina        | BE                  | 23         | 6          | CG              | 0               | 0               | -                  | -                  | -                  | -           | -           | -           | 23     | 6      |
| 1993-1994           | PAS Giannina        | BE                  | 28         | 15         | CG              | 0               | 0               | CB                 | 2                  | 0                  | -           | -           | -           | 30     | 15     |
| 1994-gen. 1995      | PAS Giannina        | BE                  | 7          | 4          | CG              | 0               | 0               | -                  | -                  | -                  | -           | -           | -           | 7      | 4      |
| gen.-giu. 1995      | Kalamata            | BE                  | 17         | 5          | CG              | 0               | 0               | -                  | -                  | -                  | -           | -           | -           | 17     | 5      |
| 1995-1996           | Kalamata            | AE                  | 21         | 4          | CG              | 0               | 0               | -                  | -                  | -                  | -           | -           | -           | 21     | 4      |
| 1996-gen. 1997      | Kalamata            | AE                  | 5          | 0          | CG              | 0               | 0               | -                  | -                  | -                  | -           | -           | -           | 5      | 0      |
| Totale Kalamata     | Totale Kalamata     | Totale Kalamata     | 43         | 9          |                 | 0               | 0               |                    | -                  | -                  |             | -           | -           | 43     | 9      |
| gen.-giu. 1997      | Apollōn Smyrnīs     | AE                  | 10         | 0          | CG              | 1               | 0               | -                  | -                  | -                  | -           | -           | -           | 11     | 0      |
| 1997-gen. 1998      | Ethnikos Pireo      | AE                  | 10         | 0          | CG              | 0               | 0               | -                  | -                  | -                  | -           | -           | -           | 10     | 0      |
| gen.-giu. 1998      | PAS Giannina        | GE                  | 13         | 1          | CG              | 0               | 0               | -                  | -                  | -                  | -           | -           | -           | 13     | 1      |
| 1998-1999           | PAS Giannina        | BE                  | 31         | 6          | CG              | 0               | 0               | -                  | -                  | -                  | -           | -           | -           | 31     | 6      |
| 1999-2000           | PAS Giannina        | BE                  | 19         | 2          | CG              | 1               | 0               | -                  | -                  | -                  | -           | -           | -           | 20     | 2      |
| 2000-2001           | PAS Giannina        | AE                  | 34         | 6          | CG              | 3               | 1               | -                  | -                  | -                  | -           | -           | -           | 37     | 7      |
| 2001-gen. 2002      | PAS Giannina        | BE                  | 13         | 2          | CG              | 4               | 0               | -                  | -                  | -                  | -           | -           | -           | 17     | 2      |
| gen.-giu. 2002      | Paniōnios           | AE                  | 13         | 1          | CG              | 0               | 0               | -                  | -                  | -                  | -           | -           | -           | 13     | 1      |
| 2002-2003           | Paniōnios           | AE                  | 29         | 4          | CG              | 8               | 0               | -                  | -                  | -                  | -           | -           | -           | 37     | 4      |
| Totale Paniōnios    | Totale Paniōnios    | Totale Paniōnios    | 42         | 5          |                 | 8               | 0               |                    | -                  | -                  |             | -           | -           | 50     | 5      |
| 2003-2004           | Kerkyra             | BE                  | 22         | 3          | CG              | 3               | 1               | -                  | -                  | -                  | -           | -           | -           | 25     | 4      |
| 2004-2005           | PAS Giannina        | GE                  | 28         | 5          | CG              | 2               | 0               | -                  | -                  | -                  | -           | -           | -           | 30     | 5      |
| 2005-2006           | PAS Giannina        | GE                  | 29         | 3          | CG              | 3               | 0               | -                  | -                  | -                  | -           | -           | -           | 32     | 3      |
| 2006-2007           | PAS Giannina        | BE                  | 29         | 1          | CG              | 6               | 0               | -                  | -                  | -                  | -           | -           | -           | 35     | 1      |
| Totale PAS Giannina | Totale PAS Giannina | Totale PAS Giannina | 254        | 51         |                 | 19              | 1               |                    | 2                  | 0                  |             | -           | -           | 275    | 52     |
| Totale carriera     | Totale carriera     | Totale carriera     | 381        | 68         |                 | 31              | 2               |                    | 2                  | 0                  |             | -           | -           | 414    | 70     |

### Cronologia presenze e reti in nazionale
| Cronologia completa delle presenze e delle reti in nazionale ― Albania | Cronologia completa delle presenze e delle reti in nazionale ― Albania | Cronologia completa delle presenze e delle reti in nazionale ― Albania | Cronologia completa delle presenze e delle reti in nazionale ― Albania | Cronologia completa delle presenze e delle reti in nazionale ― Albania | Cronologia completa delle presenze e delle reti in nazionale ― Albania | Cronologia completa delle presenze e delle reti in nazionale ― Albania | Cronologia completa delle presenze e delle reti in nazionale ― Albania |
| Data                                                                   | Città                                                                  | In casa                                                                | Risultato                                                              | Ospiti                                                                 | Competizione                                                           | Reti                                                                   | Note                                                                   |
| ---------------------------------------------------------------------- | ---------------------------------------------------------------------- | ---------------------------------------------------------------------- | ---------------------------------------------------------------------- | ---------------------------------------------------------------------- | ---------------------------------------------------------------------- | ---------------------------------------------------------------------- | ---------------------------------------------------------------------- |
| 7-9-1994                                                               | Cardiff                                                                | Galles                                                                 | 2 – 0                                                                  | Albania                                                                | Qual. Euro 1996                                                        | -                                                                      |                                                                        |
| 16-11-1994                                                             | Tirana                                                                 | Albania                                                                | 1 – 2                                                                  | Germania                                                               | Qual. Euro 1996                                                        | -                                                                      | 80’                                                                    |
| 14-12-1994                                                             | Tirana                                                                 | Albania                                                                | 0 – 1                                                                  | Georgia                                                                | Qual. Euro 1996                                                        | -                                                                      |                                                                        |
| 18-12-1994                                                             | Kaiserslautern                                                         | Germania                                                               | 2 – 1                                                                  | Albania                                                                | Qual. Euro 1996                                                        | -                                                                      |                                                                        |
| 29-3-1995                                                              | Tirana                                                                 | Albania                                                                | 3 – 0                                                                  | Moldavia                                                               | Qual. Euro 1996                                                        | -                                                                      |                                                                        |
| 7-6-1995                                                               | Chișinău                                                               | Moldavia                                                               | 2 – 3                                                                  | Albania                                                                | Qual. Euro 1996                                                        | 1                                                                      |                                                                        |
| 6-9-1995                                                               | Tirana                                                                 | Albania                                                                | 1 – 1                                                                  | Bulgaria                                                               | Qual. Euro 1996                                                        | -                                                                      |                                                                        |
| 7-10-1995                                                              | Sofia                                                                  | Bulgaria                                                               | 3 – 0                                                                  | Albania                                                                | Qual. Euro 1996                                                        | -                                                                      |                                                                        |
| 29-3-1997                                                              | Granada                                                                | Albania                                                                | 0 – 1                                                                  | Ucraina                                                                | Qual. Mondiali 1998                                                    | -                                                                      | 83’                                                                    |
| 2-4-1997                                                               | Granada                                                                | Albania                                                                | 2 – 3                                                                  | Germania                                                               | Qual. Mondiali 1998                                                    | -                                                                      | 68’                                                                    |
| 5-6-1999                                                               | Scutari                                                                | Albania                                                                | 1 – 2                                                                  | Norvegia                                                               | Qual. Euro 2000                                                        | -                                                                      | 63’                                                                    |
| 9-6-1999                                                               | Scutari                                                                | Albania                                                                | 0 – 1                                                                  | Slovenia                                                               | Qual. Euro 2000                                                        | -                                                                      |                                                                        |
| 18-8-1999                                                              | Lubiana                                                                | Slovenia                                                               | 2 – 0                                                                  | Albania                                                                | Qual. Euro 2000                                                        | -                                                                      | 26’                                                                    |
| 4-9-1999                                                               | Scutari                                                                | Albania                                                                | 3 – 3                                                                  | Lettonia                                                               | Qual. Euro 2000                                                        | -                                                                      |                                                                        |
| 6-10-1999                                                              | Atene                                                                  | Grecia                                                                 | 2 – 0                                                                  | Albania                                                                | Qual. Euro 2000                                                        | -                                                                      | 84’                                                                    |
| 28-3-2001                                                              | Scutari                                                                | Albania                                                                | 1 – 3                                                                  | Inghilterra                                                            | Qual. Mondiali 2002                                                    | -                                                                      |                                                                        |
| 25-4-2001                                                              | Gaziantep                                                              | Turchia                                                                | 0 – 2                                                                  | Albania                                                                | Amichevole                                                             | -                                                                      |                                                                        |
| 6-6-2001                                                               | Tirana                                                                 | Albania                                                                | 0 – 2                                                                  | Germania                                                               | Qual. Mondiali 2002                                                    | -                                                                      | 46’                                                                    |
| 1-9-2001                                                               | Scutari                                                                | Albania                                                                | 0 – 2                                                                  | Finlandia                                                              | Qual. Mondiali 2002                                                    | -                                                                      | 62’                                                                    |
| 5-9-2001                                                               | Newcastle upon Tyne                                                    | Inghilterra                                                            | 2 – 0                                                                  | Albania                                                                | Qual. Mondiali 2002                                                    | -                                                                      |                                                                        |
| 13-2-2002                                                              | Hesperange                                                             | Lussemburgo                                                            | 0 – 0                                                                  | Albania                                                                | Amichevole                                                             | -                                                                      | 77’                                                                    |
| 27-3-2002                                                              | Tirana                                                                 | Albania                                                                | 1 – 0                                                                  | Azerbaigian                                                            | Amichevole                                                             | -                                                                      | 46’                                                                    |
| 12-2-2003                                                              | Bastia Umbra                                                           | Albania                                                                | 5 – 0                                                                  | Vietnam                                                                | Amichevole                                                             | -                                                                      |                                                                        |
| 29-3-2003                                                              | Scutari                                                                | Albania                                                                | 3 – 1                                                                  | Russia                                                                 | Qual. Euro 2004                                                        | -                                                                      | 67’                                                                    |
| 2-4-2003                                                               | Scutari                                                                | Albania                                                                | 0 – 0                                                                  | Irlanda                                                                | Qual. Euro 2004                                                        | -                                                                      | 66’                                                                    |
| 30-4-2003                                                              | Sofia                                                                  | Bulgaria                                                               | 2 – 0                                                                  | Albania                                                                | Amichevole                                                             | -                                                                      | 46’                                                                    |
| 7-6-2003                                                               | Dublino                                                                | Irlanda                                                                | 2 – 1                                                                  | Albania                                                                | Qual. Euro 2004                                                        | -                                                                      | 58’                                                                    |
| 11-6-2003                                                              | Ginevra                                                                | Svizzera                                                               | 3 – 2                                                                  | Albania                                                                | Qual. Euro 2004                                                        | -                                                                      |                                                                        |
| 20-8-2003                                                              | Prilep                                                                 | Macedonia                                                              | 3 – 1                                                                  | Albania                                                                | Amichevole                                                             | -                                                                      |                                                                        |
| 6-9-2003                                                               | Tbilisi                                                                | Georgia                                                                | 3 – 0                                                                  | Albania                                                                | Qual. Euro 2004                                                        | -                                                                      | 46’                                                                    |
| Totale                                                                 |                                                                        | Presenze                                                               | 30                                                                     |                                                                        | Reti                                                                   | 1                                                                      |                                                                        |

## Palmarès

### Giocatore

#### Club

##### Competizioni nazionali
- Beta Ethniki: 1

PAS Giannina: 2001-2002